# Sieniutowie
Sieniutowie herbu własnego (ukr. Сенюти) – ród szlachecki na Wołyniu.

## Osoby
- Sieniuta Suprunowicz Kobakowicz – protopłasta, bojar ks. Iwana Ostrogskiego
- Jeśko – syn bojara ostrogskiego, horodniczy włodzimierski[1]
- Hryhorij (Grzegorz) – syn Jeśka
- Fedor (Teodor) – syn poprzedniego, horodniczy i wojski krzemieniecki[1], żona — Katarzyna, córka wojewody lubelskiego Mikołaja Firleja, gorliwa członkini wspólnoty braci polskich
- Abraham (1587–1632) – patron kalwiński[2]
- Paweł Krzysztof[3], żona – Katarzyna Niemirycz, córka podkomorzego kijowskiego Stefana Niemirycza[4]
- Piotr (1616—1648)[5]
- Roman – rotmistrz królewski[6], żona — Anna Chomiakowska[7]